# (533028) 2014 AL55
(533028) 2014 AL55 est un objet transneptunien, en résonance 4:7 avec Neptune, de magnitude absolue 6,67. Son diamètre est estimé à 150 km.